# Strnadec bělohrdlý
Strnadec bělohrdlý (Zonotrichia albicollis) je zpěvavý pták z čeledi Passerellidae.

## Popis
Strnadec bělohrdlý je drobný strnadec s délkou těla 15 až 19 cm. Má rozpětí křídel okolo 23 centimetrů a váhu přibližně 26 gramů. Středový temenní proužek je bílý. Postranní temenní proužky jsou černé. Nadoční proužek začíná u zobáku výrazným žlutým opeřením, které přechází ostře do bílého nad okem. Oční proužek je černý. Příuší je šedé. Brada a hrdlo jsou bílé, ostře ohraničeny od šedavé hrudi a bříška. Pláštík je světle hnědý s tmavě hnědými proužky, hřbet je šedavě hnědý. Křídla jsou hnědá, peří krovek je po okrajích světlejší, konce krovek jsou bělavé. Ocas je svrchu světle hnědý. Zobák je šedivý a nohy růžové.

## Rozšíření
Žije v Severní Americe, kde přezimuje na jihu a východě Spojených států amerických, a rozmnožuje se v létě ve střední Kanadě a v Nové Anglii. Celoročně je přítomný v kanadských provinciích u pobřeží Atlantského oceánu.